# Tonne
Pour les articles homonymes, voir Tonne (homonymie).
La tonne (symbole t) est une unité de masse qui vaut mille kilogrammes, soit 1 000 kg. Parfois, pour la distinguer des autres tonnes utilisées notamment aux États-Unis et dans certains domaines techniques, elle est appelée « tonne métrique ». Elle équivaut à 2 204,622 621 849 livres impériales (lbs).
La tonne apparaît au tableau 8 de la brochure sur le SI : ce n'est pas une unité du système international (SI), mais son usage associé au SI est accepté en raison de son rôle pratique important. 
À la température de 4 °C, un mètre cube d'eau a une masse d'une tonne.

## Multiples d'usage courant
- Une tonne (1 t) vaut mille kilogrammes, soit 103 kg.
- Une kilotonne (1 kt) vaut mille tonnes, soit 106 kg.
- Une mégatonne (1 Mt) vaut un million (106) de tonnes, soit 109 kg.
- Une gigatonne (1 Gt) vaut un milliard (109) de tonnes, soit 1012 kg.

## Unité d'énergie
La tonne équivalent charbon (symbole tec) est une unité d'énergie définie égale à 29,288 GJ (7 Gcal), ce qui correspond approximativement à l'énergie dégagée par la combustion d'une tonne de charbon industriel ; son usage est cantonné à la production d'énergie à partir de charbon.
La tonne équivalent pétrole (symbole tep) est une unité d'énergie définie égale à 41,855 GJ (10 Gcal), ce qui correspond approximativement à l'énergie dégagée par la combustion d'une tonne de pétrole moyen.

La tonne de TNT est une unité d'énergie définie égale à 4,184 GJ, et servant à quantifier l'énergie d'une explosion, et notamment l'énergie potentielle d'une arme nucléaire ; cette énergie s'exprime en kilotonnes (kt), ou mégatonnes (Mt) de TNT (précision généralement omise).

## Unité de force
En aéronautique et en astronautique, la tonne (abréviation de tonne-force) est l'unité de poussée d'un turboréacteur ou d'un moteur de fusée, qui vaut 1 000 kgf, soit 9 806,65 N.
Dans le domaine maritime, la « tonne de traction au point fixe » (symbole tpf ou tbp, tonne bollard pull) est une unité de force tractive utilisée pour les remorqueurs ; elle vaut également 1 000 kgf, soit 9 806,65 N.

## Unité hors du Système international d'unités

### Unités anglo-saxonnes
La tonne est également une unité anglo-saxonne :
- la tonne longue (long ton, ton ou long ton pour les Britanniques, symbole ton) vaut 2 240 lb, soit 1 016 kg (1 016,046 908 8 kg exactement) ;
- la tonne courte (short ton ou ton pour les Américains, symbole sh tn) vaut 2 000 lb, soit 907 kg (907,184 74 kg exactement).

Les pays qui emploient ces dernières unités désignent la tonne du SI sous le nom de « tonne » (au lieu de ton) ou metric ton (« tonne métrique »).

### Tonnage et déplacement des navires
La tonne de jauge (register ton) est une appellation impropre du tonneau de jauge, unité de volume valant 2,831 684 659 2 m3 (100 pieds cubes).
La tonne de volume (measurement ton) permet d'évaluer la capacité de transport des navires (volume des cales), pour les marchandises de grand volume et de faible poids ; elle vaut 1,132 67 m3 (40 pieds cubes).
La tonne de port en lourd (symbole tpl ou tdw, tonne dead weight) est une unité de jauge, servant à mesurer la masse totale qu'un navire peut prendre en soute, sans s'immerger au-delà de sa ligne de charge maximale ; elle vaut 1 000 kg.

### Masse freinée des convois ferroviaires
La tonne-stop (TS), ou parfois « tonne-frein », est une unité utilisée dans le domaine ferroviaire pour exprimer la masse freinée d'un convoi.[réf. nécessaire]